# 대구군위초등학교 송원분교
대구군위초등학교 송원분교 (大邱軍威初等學校 松院分校)는 대한민국 대구광역시 군위군에 있는 공립 초등학교이다.

## 학교 연혁
- 1973년 9월 4일 송원국민학교 설립 인가
- 1975년 4월 16일 송원국민학교 개교
- 1976년 2월 19일 제1회 졸업식
- 1989년 3월 1일 소보국민학교 분교장 격하 편입
- 1992년 3월 1일 소보분교장·보성국민학교·봉의국민학교 폐교 및 본교 통폐합
- 1995년 3월 1일 서경국민학교 폐교 및 본교 통폐합
- 1996년 3월 1일 송원초등학교 개편
- 2009년 3월 1일 도 지정 과학교육 선도학교
- 2010년 3월 1일 자율학교 운영
- 2011년 9월 1일 주 5일 수업제 시범 운영
- 2014년 2월 14일 제39회 졸업식(5명)
- 2014년 3월 1일 제18대 최태규 교장 부임
- 2014년 3월 3일 2014학년도 입학식(6명)
- 2023년 7월 1일 대구광역시 편입 및 대구송원초등학교 개편
- 2025년 6월 1일 대구군위초등학교 분교장 격하 편입[1]